# تهديد الصورة النمطية

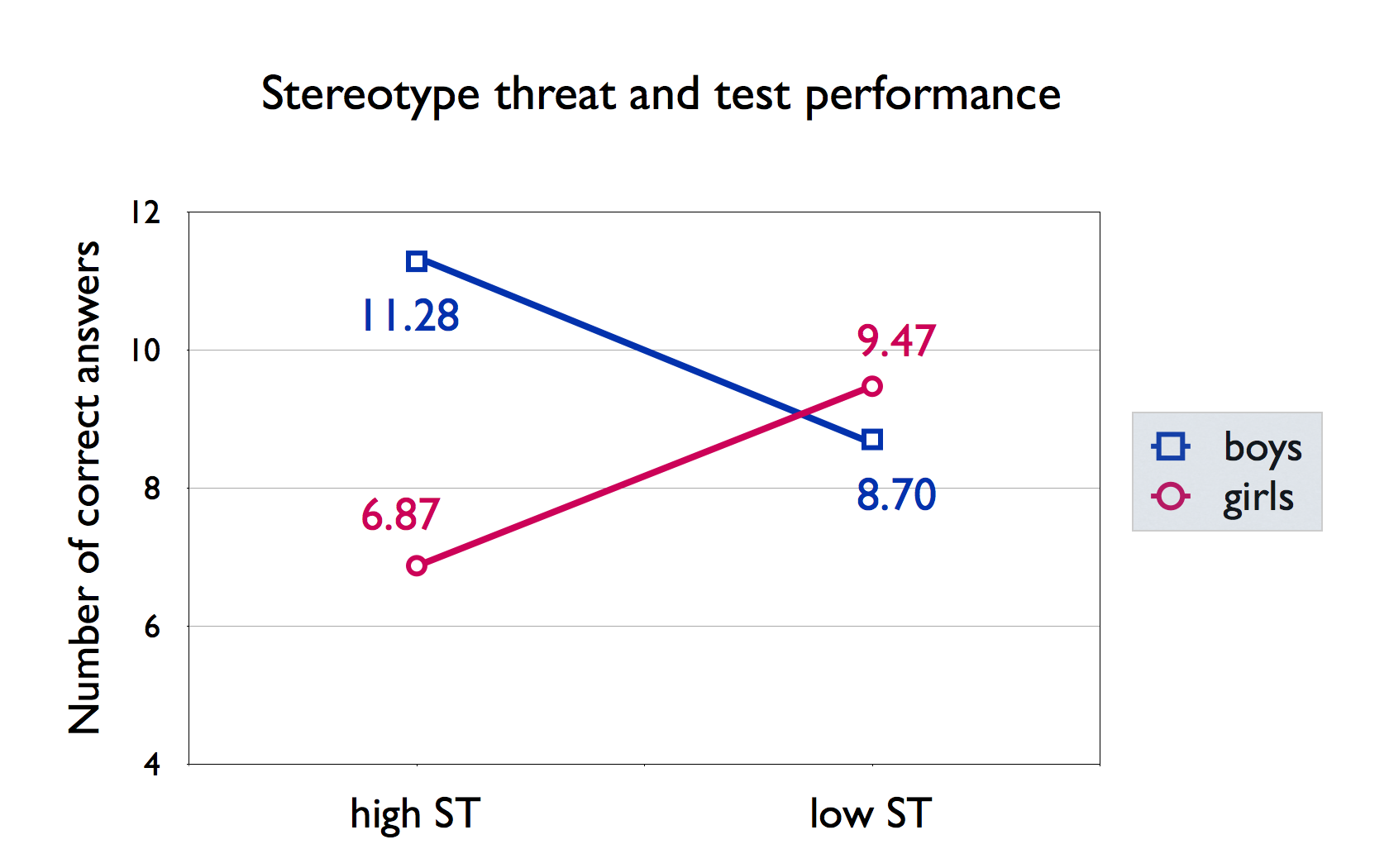

تهديد الصورة النمطي هي تجربة قلق أو قلق في الحالة التي يكون فيها الشخص لديه القدرة على تأكيد السلبية النمطية عن جماعتهم الاجتماعية. الأولى التي وصفها عالم النفس الاجتماعي كلود ستيل وزملاؤه، وقد تبين أن التهديد الصورة النمطية للحد من أداء الأفراد الذين ينتمون إلى مجموعات نمطية سلبية. على سبيل المثال، يمكن أن تقلل من خطر الصورة النمطية أداء الفكرية من الأميركيين من أصل أفريقي في اتخاذ اختبار المنطق سات تستخدم لدخول الجامعات في الولايات المتحدة، وذلك بسبب الصورة النمطية التي الأمريكيين الأفارقة أقل ذكاء من المجموعات الأخرى. ومنذ بدء العمل به في المؤلفات العلمية في عام 1995، وأصبح التهديد نمطية واحدة من أكثر المواضيع درس على نطاق واسع في مجال علم النفس الاجتماعي.
التهديد الصورة النمطية هو عامل من المحتمل أن تساهم إلى طويلة الأمد الثغرات العنصري والمساواة بين الجنسين في الأداء الأكاديمي. ومع ذلك، قد تحدث كلما أداء الفرد قد تؤكد وجود الصور النمطية السلبية. هذا هو لأنه يعتقد التهديد الصورة النمطية أن تنشأ من حالة معينة وليس من سمات الشخصية للفرد أو الخصائص. وبما أن معظم الناس لديهم واحد على الأقل الهوية الاجتماعية التي هي نمطية سلبية، ومعظم الناس عرضة للتهديد النمطية إذا كانت تواجه وضعا يكون فيه الصورة النمطية غير ذات الصلة. العوامل الظرفية التي تزيد من خطر الصورة النمطية تشمل صعوبة المهمة، والمعتقد للفرد أن المهمة يقيس قدرتهم، وأهمية الصورة النمطية السلبية لهذه المهمة. وتظهر آثار الأفراد أقوى تهديد الصورة النمطية عندما يريدون القيام بعمل جيد في هذه المهمة، ويتعاطفون بقوة مع مجموعة نمطية، أو تتوقع تمييز بسبب الصورة النمطية السلبية. التجارب المتكررة للخطر الصورة النمطية يمكن أن يؤدي إلى حلقة مفرغة من الثقة قوضت، أداء أكثر ضعفا، وفقدان الاهتمام في المنطقة ذات الصلة الإنجاز.

## الاداء المؤثر
في أوائل 1990s، كلود ستيل، وذلك بالتعاون مع ارونسون يشوع، وإجراء التجارب الأولى مما يدل على أن التهديد الصورة النمطية يمكن أن تقوض أداء الفكرية. كان لديهم من أصل إفريقي، وطلاب الجامعات الأوروبية للولايات المتحدة أخذ جزء صعب اللفظي من سجل فحص دراسات عليا اختبار. كما هو متوقع على أساس المعدلات الوطنية، يقوم الطلاب الأميركيين الأفارقة أقل بشكل جيد في الاختبار. في تجربة لاحقة، تغيرت ستيل وارونسون على تعليمات من اختبار ذلك أن المشاركين لم يعد يعتقد أن اختبار قياس الأداء بدقة الفكرية. خفض هذا التغيير فجوة الأداء بين المجموعتين. ستيل وارونسون خلصت إلى أن تغيير التعليمات التي تظهر على اختبار يمكن أن تقلل من الأميركيين الأفارقة الطلاب عن قلقها إزاء تأكيد صورة نمطية سلبية عن جماعتهم. دعم هذا الاستنتاج، وجدوا أن الأميركيين الأفارقة الطلاب الذين يعتبر اختبار كمقياس للذكاء وكان المزيد من الأفكار المتصلة صور النمطية السلبية عن جماعتهم. تقاس ستيل وارونسون ذلك من خلال كلمة مهمة إكمال. وجدوا أن الأمريكيين الأفارقة الذين يعتقدون أن المخابرات اختبار قياس كانوا أكثر عرضة لاستكمال أجزاء الكلمة باستخدام الكلمات التي ترتبط مع الصور النمطية السلبية ذات الصلة (على سبيل المثال ميغابايت __ استكمال بأنها «غبية» بدلا من «خدر»).
أكثر من 300 وثيقة نشرت ورقات من آثار التهديد الصورة النمطية على الأداء في مجموعة متنوعة من المجالات. على سبيل المثال، كشفت دراسة أجريت على لاعبي الشطرنج أن النساء أكثر اللاعبين أداء ضعيفا مما كان متوقعا عندما قيل لهم انهم سوف يلعبون ضد الذكور الخصم. في المقابل، كان أداء النساء اللواتي طلب منهن أن خصمه كان النساء كما يمكن توقعها من التصنيفات السابقة للأداء. إن مجرد وجود أشخاص آخرين يمكن أن تثير التهديد الصورة النمطية. في تجربة واحدة، وحصلت على النساء اللائي تناولن امتحان الرياضيات جنبا إلى جنب مع اثنين من غيرها من النساء 70٪ من الإجابات الصحيحة، في حين أن أولئك الذين يقومون الامتحان نفسه في وجود اثنين من الرجال حصل على متوسط درجة 55٪. الباحثون فيشال غوبتا، دانيال العمامة، و Bhawe Nachiket تمديد الصورة النمطية البحوث تهديدا ل روح المبادرة، وهي مهنة الذكور تقليديا نمطية. وكشفت الدراسة أن التهديد الصورة النمطية يمكن خفض نوايا النساء في مجال تنظيم المشاريع مع تعزيز نوايا الرجال. ومع ذلك، عندما يتم تقديم المشاريع كمهنة الذكر والأنثى، الرجل والمرأة تعبر عن مستوى مماثل من الاهتمام في مجال تنظيم المشاريع. آخر تجربة تنطوي على لعبة الغولف التي وصفت بأنها اختبار «القدرة الرياضية الطبيعية» أو من «الرياضة الاستخبارات». يقوم الأوروبية الطلاب الأميركيين عندما وصفت بأنها اختبار لقدرة رياضية، والأسوأ، ولكن عندما وصف المذكورة ذكاء، والأميركيين الأفارقة الطلاب أداؤها أسوأ.
يشير مصطلح تهديد الصورة النمطية إلى الشعور بالتوتر أو القلق في موقف حيث يكون هناك احتمال أن يقوم الفرد بتأكيد وجود صورة نمطية سلبية في مجموعته الاجتماعية. ومنذ تقديم هذه النظرية إلى الأدب الأكاديمي عام 1995، أصبح تهديد الصورة النمطية أحد أكثر الموضوعات المدروسة بتوسع في مجال الفلسفة الاجتماعية.
كان العالم النفسي الاجتماعي كلود ستيل وزملاؤه هم أول من قاموا بوصف تهديد الصورة النمطية الذي ثبت أنه يؤدي إلى خفض مستوى أداء الأفراد الذين ينتمون إلى مجموعات نمطية سلبية، وفي حالة وجود أنماط سلبية تتعلق بمجموعة محددة، فإنهم على الأرجح سيصبحون قلقين حول أدائهم الذي يمكن أن يؤدي إلى إعاقة قدرتهم على الأداء بأعلى مستوى. على سبيل المثال، يمكن أن يؤدي تهديد الصورة النمطية إلى تخفيض مستوى الأداء الفكري للأمريكان من أصل أفريقي الذين يخضعون لاختبار أسباب سات المستخدم للالتحاق بالجامعة في الولايات المتحدة الأمريكية، بسبب التفكير النمطي بأن الأمريكان من أصل أفريقي أقل في الذكاء من المجموعات الأخرى.
كما يعتبر تهديد الصورة النمطية من العوامل المحتمل إسهامها في وجود الفجوات الممتدة المتعلقة بالعرق والنوع في الأداء الأكاديمي. ومع هذا، فقد يحدث ذلك حيثما يمكن أن يؤكد أداء الفرد وجود نمط سلبي، ويرجع السبب في هذا الأمر إلى أن تهديد الصورة النمطية يعتبر نابعًا من موقف محدد بدلاً من التوجهات الشخصية للفرد أو خصائصه. وبما أن معظم الأفراد يمتلكون هوية اجتماعية واحدة على الأقل تكون من الأنماط السلبية، فإن معظم الأفراد يشعرون بالضعف أمام تهديد الصورة النمطية في حالة مواجهة موقف يتعلق بالنمطية. ويمكن أن تتضمن عوامل المواقف التي تزيد من تهديد الصورة النمطية وجود صعوبة في أداء مهمة والاعتقاد بأن المهمة تقيم قدراتهم ومدى ارتباط النمط السلبي بالمهمة. ويُظهر الأفراد درجات أعلى من تهديد الصورة النمطية عندما يتعلق الأمر بالمهام التي يرغبون في أدائها بشكل جيد وعندما يرتبطون بشدة بالمجموعة النمطية. كما تزيد هذه التأثيرات أيضًا عندما يتوقعون وجود تفرقة بسبب هويتهم التي تنتمي إلى مجموعة نمطية سلبية، ويمكن أن تؤدي التجارب المتكررة لتهديد الصورة النمطية إلى وجود حلقة سيئة من انخفاض الثقة، والأداء السيء وفقد الاهتمام بالمنطقة ذات الصلة بالنجاح.
تميز المدافعون عن تهديد الصورة النمطية بالمبالغة في ذكر أهميتها كتفسير لوجود فجوات واقعية في الأداء حيث يستخدمونه على أنه دليل شامل على هذا الأمر.

## تأثيرات الأداء
كتاب "تأثيرات الصورة النمطية وتهديدها على أداء الاختبار المعياري لطلبة الجامعة

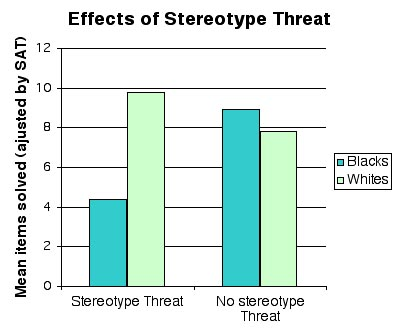
تأثيرات الصورة النمطية وتهديدها على أداء الاختبار المعياري لطلبة الجامعة (تم تعديله وفق اختلافات المجموعة في اختبار سات), من ج. أرونسون وسي.إم. ستيل و م.ف. ساليناس وم.ج. لوستينا - قراءات في الحيوان الاجتماعي، الإصدار الثامن، ي. أرونسنو

في أوائل فترة التسعينيات من القرن الماضي، قام كلود ستيل بالتعاون مع جاشوا أرنسون، بأداء أول تجربة توضح أن تهديد الصورة النمطية يمكن أن يقلل من الأداء الفكري. فلقد طلبوا من طلاب الجامعة الأمريكان من أصل أفريقي والأمريكان من أصل أوروبي بالخضوع لأجزاء لفظية مختلفة من اختبار سجل التخرج. وكما هو متوقع اعتمادًا على المتوسطات القومية، كان أداء الطلاب الأمريكان من أصل أفريقي أقل في الاختبار. قام ستيل وأرنسون بتقسيم الطلاب إلى ثلاث مجموعات؛ تهديد الصورة النمطية (حيث تم وصف الاختبار على أنه «تشخيص للقدرة الفكرية») وتهديد الصورة غير النمطية (حيث تم وصف الاختبار على أنه «مهمة تتعلق بحل مشكلة معملية لم يتم تشخيصها على أنها تتعلق بالقدرة») وحالة ثالثة (حيث تم مرة أخرى وصف الاختبار على أنه لم يتم تشخيصه فيما يتعلق بالقدرة، ولكن تمت مطالبة المشاركين بعرض الاختبارات المختلفة كتحدٍ). واستلمت المجموعات الثلاثة نفس الاختبار.
وبالمقارنة بدرجات اختبار سات السابقة، حقق الطلاب المنتمون إلى حالة التحدي بلا تشخيص درجات أفضل بكثير من طلاب حالة بلا تشخيص فقط وحالات التشخيص. وفي التجربة الأولى، لم يكن تفاعل الحالة حسب العرق مميزًا، مما يعني أن الطلاب الأمريكان من أصل أفريقي لم يتأثروا بقوة بوضعهم في حالة تشخيصية أكثر من الطلاب الأمريكان من أصل أوروبي، وذلك على العكس من المؤيدين لنظرية تهديد الصورة النمطية. ولقد حققت الدراسة الثانية نفس النتائج، ولكن لم يكن لها تأثير قوي.

## كتابات أخرى
- Inzlicht، Michael؛ Schmader، Toni (2011). Stereotype Threat: Theory, Process, and Application. Oxford University Press. مؤرشف من الأصل في 2013-03-12.
- Gladwell، Malcolm (21 أغسطس 2000). "The Art of Failure: Why some people choke and others panic". The New Yorker. مؤرشف من الأصل في 2017-04-19. اطلع عليه بتاريخ 2011-05-29.

## وصلات خارجية
- Claude Steele on stereotype threat. Stanford University, November 17, 2011.
- Can stereotype threat explain the sex gap in mathematics achievement and performance? Video by Gijsbert Stoet, University of Leeds, hosted by Youtube.com